# Popy
Pour les articles homonymes, voir Popy (homonymie).
Popy est une entreprise créée en 1971, qui exerce son activité dans le domaine de la fabrication de jouets. Popy est racheté par Bandai en 1980. Popy absorbe Yutaka après une fusion effectuée en 2003.